# Kamil Małecki
Kamil Małecki (ur. 2 stycznia 1996 w Bytowie) – polski kolarz szosowy, uczestnik mistrzostw świata (2017, 2018) oraz mistrzostw Europy.

## Przebieg kariery
Pochodzi z Grzmiącej na Kaszubach. Kolarstwo zaczął uprawiać w wieku 8 lat w klubie Baszta Bytów. W 2014 r. został wicemistrzem Polski juniorów w wyścigu ze startu wspólnego. Zawodową karierę rozpoczął w 2015 r. w CCC–Sprandi–Polkowice należącym do UCI Professional Continental Teams, w barwach którego jeździł do końca 2019 r. (w 2019 r. pod nazwą CCC Development Team), a 2020 r. spędził we flagowej drużynie firmy CCC – CCC Team z UCI WorldTeams.
W 2017 r. wygrał 2. etap i zajął 2. miejsce w klasyfikacji generalnej Karpackiego Wyścigu Kurierów. Zwyciężył również w klasyfikacji młodzieżowej wyścigu Dookoła Mazowsza 2017. Wystąpił w mistrzostwach świata 2017, zajmując 50. lokatę w wyścigu młodzieżowców ze startu wspólnego. W 2018 r. był czwarty w młodzieżowej edycji wyścigu Ronde van Vlaanderen. W tym samym roku stawał na podium etapów Karpackiego Wyścigu Kurierów (2. na 3. etapie), Grand Prix Priessnitz spa (3. na 3. etapie), Czech Cycling Tour (2. na 1. etapie), Tour de Hongrie (3. na etapach 1., 4. i 5.). Ponadto zwyciężył w Grand Prix Doliny Baryczy Milicz, a w Tour de Hongrie zajął 2. miejsce w klasyfikacji generalnej. Wystąpił w mistrzostwach świata 2018, zajmując 57. pozycję w wyścigu młodzieżowców ze startu wspólnego.
W 2019 r. zwyciężył w klasyfikacjach generalnych dwóch rozgrywanych w Polsce wyścigów UCI Europe Tour 2019 – Szlakiem Grodów Piastowskich oraz Bałtyk-Karkonosze Tour. W pierwszym z nich stanął również na podium dwóch etapów (1. na etapie 1b i 2. na 1a), a w drugim jednego (1. na etapie 4.). Wystartował też na mistrzostwach Europy 2019, zajmując 42. pozycję w wyścigu ze startu wspólnego elity. W 2020 r. zajął 3. miejsce na 4. etapie wyścigu Étoile de Bessèges, a następnie zadebiutował w wyścigu rangi UCI World Tour, startując w Tour de Pologne 2020 – na trasie 2. etapu jechał w „żółtej koszulce” (po 1. etapie zajmował 3. miejsce w klasyfikacji generalnej, jednak, zgodnie z przepisami, po wycofaniu się w wyniku doznanych w kraksie na mecie 1. etapu obrażeń przez Fabio Jakobsena i Marca Sarreau’a, został liderem wyścigu), na 4. etapie zajął 7. pozycję, a w klasyfikacji generalnej całego wyścigu uplasował się na 6. miejscu.

## Rankingi
| Rok             | 2017  | 2018 | 2019 | 2020 | 2021  | 2022  | 2023 | 2024 |
| --------------- | ----- | ---- | ---- | ---- | ----- | ----- | ---- | ---- |
| World Ranking   | 1204. | 396. | 362. | 241. | 2339. | 1881. | -    | 511. |
| UCI Europe Tour | 784.  | 215. | 293. | 200. | 1561. | 1212. | -    | -    |
|                 |       |      |      |      |       |       |      |      |
| Źródło: UCI     |       |      |      |      |       |       |      |      |